# Уилямс (окръг, Охайо)
Вижте пояснителната страница за други значения на Уилямс.
Окръг Уилиямс (на английски: Williams County) е окръг в щата Охайо, Съединени американски щати. Площта му е 1096 km², а населението - 39 188 души (2000). Административен център е град Брайън.